# Change (serie televisiva)
Change è un dorama primaverile in 10 puntate di Fuji Tv mandato in onda nel 2008.

## Trama
Keita è un trentacinquenne insegnante delle scuole elementari proveniente dalle aree rurali di Nagano che, per principio, non nutre il benché minimo interesse per le questioni politiche nazionali: per un fortuito caso del destino però si ritrova immischiato nella campagna elettorale imminente.
Non solo, ma viene addirittura candidato al ruolo di Primo Ministro del paese: la sua campagna elettorale si svolge nella prefettura di Fukuoka per ottenere un seggio alla Camera dei rappresentanti. Ma suo padre, membro del partito locale assieme al fratello maggiore e suo erede politico, vengono coinvolti in un incidente aereo in Vietnam e muoiono.

## Protagonisti
- Takuya Kimura - Keita Asakura (35)
- Eri Fukatsu - Rika Miyama (35) (segretaria personale di Keita)
- Hiroshi Abe (attore) - Katsutoshi Nirasawa
- Akira Terao - Shoichi Kanbayashi)(59) (Presidente del Parlamento)
- Rosa Katō - Hikaru Miyamoto (23)
- Shiro Ito - (Primo Ministro precedente in carica)
- Atsuo Nakamura - (Segretario generale)
- Keiko Horiuchi - Rumiko Tsukioka
- Shigeru Kôyama - Sakae Nihei
- Takeshi Obayashi - Tatsuiko Kakiuchi
- Sumiko Fuji - Takae Asakura
- Ken Ishiguro - Tsuneo Ubukata
- Masahiko Nishimura - Tetsuya Momosaka
- Morio Kazama - Mitsuki Kondo
- Kenichi Yajima - Seiji Nishi
- Kōsuke Suzuki (attore) - Kansuke Taro Akiyama
- Shūgo Oshinari - 5º episodio

## Episodi
A causa di un avvio tardivo della serie, le puntate successive alla 7ª sono state mandate in onda durante la stagione estiva, anche se a tutti gli effetti la serie rimane primaverile. Il 7º episodio è 15 minuti più lungo rispetto agli altri; il 10º episodio è più lungo di 30 minuti rispetto agli altri.
1. Un insegnante elementare potrà cambiare il paese? Un dilettante in politica diventa il più giovane Primo Ministro nella storia del Giappone!
2. Il giovane politico alla sua prima esperienza congressuale.
3. Stasera debutta il nuovo Primo Ministro giapponese!
4. Il Primo Ministro diviene vittima di bullismo.
5. Un incidente chiude la giornata del Primo Ministro.
6. Uno scandalo amoroso.
7. Un finale shoccante: il Primo Ministro è scomparso!
8. Separazione e ritorsione.
9. Shock! Il Primo Ministro ha un collasso.
10. Addio, un ultimo messaggio personale in lacrime del Primo Ministro Asakura: 22 minuti in diretta alla TV nazionale.